# 2024년 하계 올림픽 푸에르토리코 선수단
푸에르토리코는 2024년 7월 26일부터 8월 11일까지 파리에서 열리는 2024년 하계 올림픽에 참가했다. 이는 푸에르토리코가 하계 올림픽에 20회 연속 출전하는 대회가 되는 것이다.

## 출전 선수
| 종목         | 남자 | 여자 | 전체 |
| ------------ | ---- | ---- | ---- |
| 양궁         | 0    | 1    | 1    |
| 육상         | 3    | 5    | 8    |
| 농구         | 12   | 12   | 24   |
| 복싱         | 1    | 1    | 2    |
| 다이빙       | 0    | 1    | 1    |
| 골프         | 1    | 0    | 1    |
| 유도         | 1    | 1    | 2    |
| 요트         | 1    | 0    | 1    |
| 사격         | 0    | 1    | 1    |
| 스케이트보드 | 1    | 0    | 1    |
| 수영         | 1    | 1    | 2    |
| 탁구         | 2    | 1    | 3    |
| 레슬링       | 4    | 0    | 4    |
| 전체         | 27   | 24   | 51   |

## 메달 집계
| 종목 | 1 | 2 | 3 | 합계 |
| 종목 | ' | ' | ' | '    |
| 종목 | ' | ' | ' | '    |
| 종목 | ' | ' | ' | '    |
| 합계 | ' | ' | ' | '    |

## 같이 보기
- 2024년 하계 올림픽